# Fórum Hungary
A Fórum Hungary Filmforgalmazó Kft. a Cineworld Group magyarországi leányvállalata. Tevékenységét tekintve mozifilmeket forgalmaz. Fő partnere a Walt Disney Studios. Továbbmenőleg a Fórum forgalmazza Magyarországon a Spyglass Entertainment és kisebb, független stúdiók filmjeit.
A cég 2005 júliusában debütált a Mr. és Mrs. Smith című filmmel.

## Külső hivatkozások
- A Fórum Hungary oldala Archiválva 2007. január 27-i dátummal a Wayback Machine-ben